# Sint-Jozefkapel (Baexem)
De Sint-Jozefkapel is een kapel in Baexem in de Nederlandse gemeente Leudal. De kapel staat aan de Parallelweg tegenover nummer 3 in het noorden van het dorp.
De kapel is gewijd aan de heilige Jozef van Nazareth.

## Geschiedenis
In 1923 werd de kapel gebouwd door Christiaan Hupkens die het hoofd van de lagere school in het dorp was.

## Gebouw
De wit geschilderde bakstenen kapel op zwart basement is opgetrokken op een rechthoekig plattegrond met een verzonken zadeldak met leien. In de beide zijgevels is elk een rondboogvenster met glas-in-lood aangebracht. De frontgevel en achtergevel zijn een puntgevel met schouderstukken en verbrede aanzet met op de top van de frontgevel een smeedijzeren kruis. Op de hoeken van de frontgevel en achtergevel zijn halfhoge steunberen geplaatst in het verlengde van deze gevels. In de frontgevel bevindt zich de rondboogvormige toegang van de kapel die wordt afgesloten met een halfhoog hek.
van binnen is de kapel wit gepleisterd onder een ongeschilderd tongewelf van baksteen. De vensters zijn door onbeschilderde bakstenen omlijst en de wanden zijn tot halfhoog bekleed met bruine tegels. In de achterwand is het altaarblad van grijze natuursteen geplaatst met hierboven in de achterwand een bakstenen rondboogvormige nis. Op een houten plank onder de nis staat de tekst H. Jozef BVO (BVO = bid voor ons). In de nis staat een ongepolychromeerd houten beeld van de heilige die Jozef toont als een oude bebaarde man die een bloeiende tak vasthoudt.